# (237442) 1999 TA10
(237442) 1999 TA10 (тимчасове позначення 1999 TA10) — навколоземний астероїд з групи Амура. Підозрюється, що він є фрагментом, вибитим з глибини астероїда 4 Веста.
Враховуючи стандартну зоряну величину 17,9H і те, що його альбедо невідоме, цей астероїд може мати від 500 до 1500 метрів у діаметрі.
Астероїд відкрили 5 жовтня 1999 року в лабораторії Лінкольна за спостережною програмою LINEAR, коли він був на відстані всього 0,39 а. о. від Землі та мав видиму зоряну величину 17,7. Він отримав тимчасове позначення 1999 TA10.
У 2010 році астероїд наблизився до Землі на 0,3 а. о. Протягом зближення 2010 року дослідження телескопом IRTF дозволили визначити його мінеральний склад і припустити, що астероїд походить із надр Вести.
У 2086 році астероїд має пройти на відстані 0,017 а. о. (2 500 000 км) від Марса.